# المودوفار ديل باينار
بلدية المُدّوَّر أو (نقحرة: المودوفار ديل باينار) (بالإسبانية: Almodóvar del Pinar)‏، هي إحدى بلديات مقاطعة قونكة إحدى مقاطعات إسبانيا، والتي تقع في منطقة قشتالة والمنجى وسط البلاد، والمائلة لجهة الشرق من إسبانيا.
يبلغ عدد سكانها 487 نسمة وفقاً لإحصائية سنة (2007).